# Vallo Atlantico
Il Vallo Atlantico (in tedesco: Atlantikwall) era un esteso sistema di fortificazioni costiere costruito dal Terzo Reich durante la seconda guerra mondiale, tra il 1940 e il 1944. Il progetto prevedeva che le fortificazioni si estendessero lungo tutte le coste dell'Europa nord-occidentale (dalla Norvegia fino alla Francia), così da difendere le posizioni tedesche da possibili sbarchi Alleati. Nelle intenzioni dei tedeschi, il Vallo Atlantico avrebbe dovuto essere quindi la più estesa linea di difesa della seconda guerra mondiale.

## La creazione della linea
Fin dal 1940 vi fu l'occupazione tedesca delle isole del Canale de La Manica (questi furono anche gli ultimi possedimenti di terra ad arrendersi il 16 maggio 1945) dove si incominciò a costruire massicciamente diverse tipologie di fortificazioni come ad esempio bunker, torrette d'avvistamento e postazioni per cannoni navali.
A seguito di altre incursioni inglesi contro basi navali e sottomarine tedesche nel nord della Francia ma non solo, il 23 marzo 1942 Hitler emanò la sua Direttiva N. 40, con la quale si predisponeva la creazione del Vallo Atlantico. Il Führer temeva possibili azioni di disturbo da parte britannica, perciò ancora nell'agosto del 1942 ordinò che le difese fossero organizzate al più presto e le truppe fossero schierate in modo da respingere qualsiasi invasione.
Data la supremazia aerea e navale degli angloamericani, Hitler voleva che il numero di posizioni di difesa fisse fosse ben distribuito lungo le coste europee: durante una riunione nel settembre del 1942, Hitler sostenne la necessità di creare ben 15.000 fortificazioni, difese da ben 300.000 uomini. Dato che nessun punto della costa era sicuro, essa doveva essere fortificata per intero entro il 1º maggio 1943.

In questa prima fase, però, non si riuscì a realizzare una così imponente linea fortificata. Si preferì quindi per il momento privilegiare le posizioni poste a difesa delle basi navali: per questo motivo la maggior parte delle fortificazioni venne concentrata per il momento attorno alle principali città portuali, rimandando la costruzione di una linea di difesa più estesa al 1943.
La progettazione e la realizzazione del Vallo Atlantico fu affidata all'Organizzazione Todt, che aveva già lavorato alla creazione della linea Sigfrido sul confine franco-tedesco (Westwall). Come manodopera vennero utilizzati centinaia di prigionieri, costretti ai lavori forzati.

## L'arrivo di Rommel

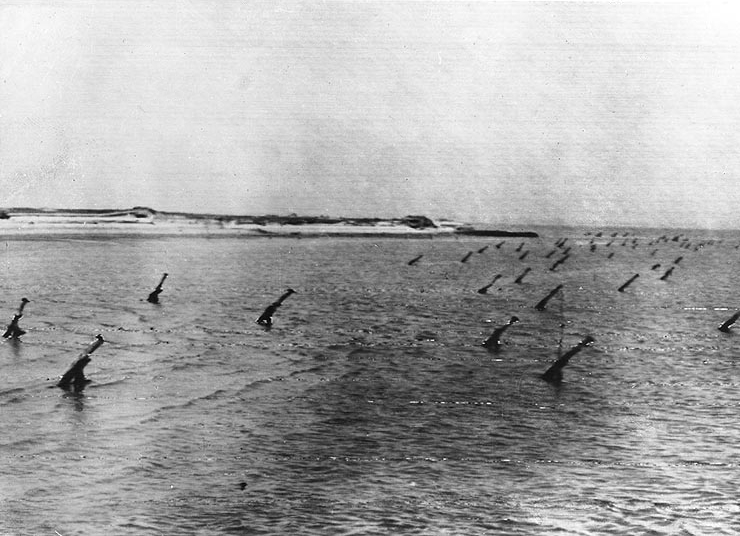
Ostruzioni minate anti-sbarco tedesche lungo le spiagge del Vallo Atlantico.

Nel novembre 1943 il feldmaresciallo Erwin Rommel assunse, per volere di Hitler, il nuovo incarico di supervisione delle difese occidentali, primariamente di quelle costiere, delle quali avrebbe dovuto riferire direttamente al Führer. Rommel era convinto che la Germania non avrebbe ragionevolmente potuto vincere la guerra; le enormi richieste in termini di uomini ed equipaggiamenti sul fronte orientale, la spinta alleata in Italia e la supremazia anglo-statunitense nei cieli della Germania, che ne limitava enormemente la capacità bellica e colpiva la popolazione, erano fattori che secondo il feldmaresciallo avrebbero in breve tempo sconfitto il Reich. Inoltre i tedeschi erano a conoscenza che oltre la Manica un imponente esercito anglo-statunitense era pronto a invadere la costa europea nordoccidentale ottimamente sostenuto da massicce incursioni aeree e ben rifornito attraverso l'Atlantico da un costante flusso di uomini e materiali che i tedeschi con i loro U-Boot non erano in grado di ostacolare.
Agli occhi di Rommel l'unica alternativa alla completa disfatta militare era quella di proseguire la guerra su soli due fronti, a oriente e occidente, in quanto considerava che le barriere fluviali nella pianura Padana e la barriera delle Alpi, in Italia, avrebbero permesso a esigue forze di tenere testa agli alleati per molto tempo sfruttando le difese naturali. Strategicamente Rommel considerava l'assoluta necessità di evitare lo sfondamento a est dell'Armata Rossa, e per fare ciò avrebbe dovuto opporsi fortemente all'imminente invasione attraverso la Manica in modo da imporre uno stallo a ovest e rivolgere tutte le forze a oriente, in modo tale da essere in condizione di trattare una pace ragionevole. Se si fosse lasciato che anche quello occidentale diventasse un fronte protratto, ogni speranza sarebbe andata perduta.
Rommel, dopo le prime ricognizioni partite dalla Danimarca, trovò le difese di quello che avrebbe dovuto essere l'insuperabile Vallo Atlantico, ampiamente e sommamente vulnerabili, e si dedicò con molto impegno a migliorare la situazione nel tempo che il nemico gli avrebbe concesso. Complessivamente, il fronte, dai Paesi Bassi fino alla parte mediterranea della Francia era sotto il controllo dell'OB West del feldmaresciallo Gerd von Rundstedt; il 15 gennaio Rommel fu messo al comando del Gruppo di Armate B (15ª Armata di von Salmuth nella zona del Pas de Calais e la 7ª Armata di Dollmann in Normandia) che controllava il settore lungo la costa dei Paesi Bassi, Belgio e Francia settentrionale. La linea principale di difesa avrebbe dovuto essere la spiaggia, e per questo Rommel rinforzò le difese litoranee, facendo costruire fortificazioni per l'artiglieria costiera, immensi campi minati lungo i tratti favorevoli a uno sbarco, protetti a loro volta dal tiro di capisaldi fortificati. Per ingannare il nemico era necessario poi predisporre postazioni ben camuffate e organici di stato maggiore e mappe di movimento fittizie da coordinare a un falso piano operativo del gruppo di armate.
In mare sarebbero state dislocate quattro cinture di ostacoli subacquei posizionate in modo tale da essere efficaci in qualunque situazione di marea. Contro gli attacchi aviotrasportati Rommel ritenne opportuno allagare ampi tratti di terre basse vicino alla costa, in prossimità di fiumi e paludi, e di piantare nei campi migliaia di lunghi picchetti con in cima una mina (i cosiddetti "asparagi di Rommel"), per impedire l'atterraggio degli alianti. Le operazioni aviotrasportate avrebbero, ovviamente, richiesto un contrattacco, ma Rommel riteneva che se le difese costiere avessero retto, si sarebbero potuti contrastare gli attacchi dal cielo con relativa facilità. Alla fine Rommel poteva contare su cinquantuno divisioni, di cui tredici corazzate o di granatieri corazzati, di cui otto divisioni di paracadutisti, formate da personale della Luftwaffe. La qualità di queste divisioni variava grandemente, nei due anni e mezzo precedenti l'importanza del fronte occidentale fu messa in secondo piano rispetto agli impegni della Wehrmacht negli altri teatri di guerra, e il settore occidentale venne utilizzato come area di riposo per le licenze e come destinazione per chi aveva superato i limiti di età o chi era convalescente. Anche gli equipaggiamenti erano scarsi, così il secondo maggior sforzo di Rommel fu quello di assicurare un miglioramento del numero e della qualità dei soldati e dei loro equipaggiamenti.

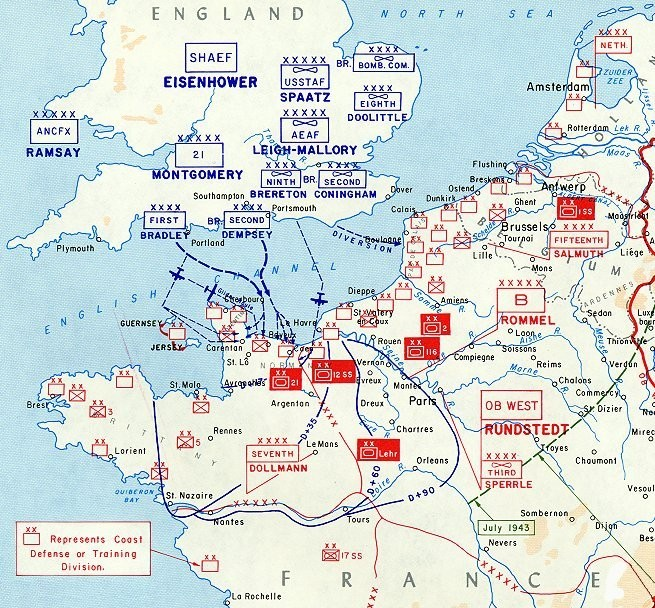
Lo schieramento tedesco in Normandia alla vigilia dell'invasione.

Convincimento di Rommel era anche che, nonostante l'impegno profuso nella costruzione di opere difensive, il nemico sarebbe riuscito comunque a sbarcare in qualche punto del fronte, in tal caso l'obiettivo fondamentale sarebbe stato quello di contrattaccare il più presto e più violentemente possibile, con delle truppe mobili e corazzate, schierate con intelligenza e immediatamente disponibili. Secondo Rommel non sarebbe stato possibile far arrivare da lontano formazioni di questo tipo con sufficiente rapidità: la supremazia aerea alleata avrebbe portato a sicuri ritardi, e i ritardi sarebbero stati fatali. Fin dal primo momento secondo il feldmaresciallo, i reparti corazzati dovevano essere schierati lungo la costa, in modo tale da esercitare un controllo adeguato e una risposta rapida. Ma Rommel fu fortemente osteggiato. Gerd von Rundstedt, che comandava anche il Gruppo Panzer Ovest, una formazione di quartier generale che aveva lo status di armata corazzata agli ordini del generale e barone Leo Geyr von Schweppenburg, e lo stesso generale, non erano d'accordo con Rommel.
Opinione dei due era quella che il contrattacco andava fatto con forze adeguate. Secondo Geyr le risorse a disposizione rendevano inconcepibile un'adeguata difesa delle spiagge, per cui il modo migliore di affrontare il nemico sarebbe stato quello di concentrare le forze senza dispersione in diversi settori, confidando nella capacità di manovra dell'esercito. A sostenere questa tesi era anche Heinz Guderian, che affermava la necessità di una forza in grado di spostarsi verso i tre luoghi più probabili per l'invasione (Calais, fra la Somme e la Senna, e i dintorni di Caen) partendo da una zona interna centrale non troppo distante da Parigi, considerando che il tempo di spostamento sarebbe stato comunque inferiore a quello impiegato da una formazione corazzata schierata a Calais per raggiungere, ad esempio, la Normandia.
Dopo molte discussioni, l'ultima parola venne espressa da Hitler a fine aprile, il quale decise di disporre le sei divisioni panzer disponibili all'OB West nella Francia settentrionale, assegnandone tre direttamente a Rommel (la 2ª Panzer presso Calais, la 116ª Panzer vicino a Rouen e la 21ª Panzer a sud di Caen), mentre le restanti tre (la 1ª Panzer-SS in Belgio, la 12ª Panzer-SS a Lisieux e la Panzer-Lehr a Chartres) vennero posizionate a buona distanza dietro le spiagge e avrebbero fatto parte della riserva dell'OKW, nel Gruppo Panzer Ovest di Geyr, che doveva autorizzarne l'utilizzo da parte di Rommel. In questo modo Hitler dimostrò la sua incertezza, evitando di prendere una decisione definitiva: egli sparpagliò le sue forze sul territorio francese, finendo per frammentare la responsabilità del controllo delle unità della riserva strategica.

### Comandi
Il Vallo Atlantico non era un'unica organizzazione, a parte quella amministrativa degli edifici, gestita dalla Todt. Militarmente era suddivisa in otto comandi:
- Comando Norvegia
- Comando forze in Danimarca
- Comando tedesco
- Comando Wehrmacht olandese
- Armee Oberkommando 15
- Armee Oberkommando 7
- Armee Oberkommando 1
- Armee Oberkommando 19

## Lo sbarco in Normandia e la fine

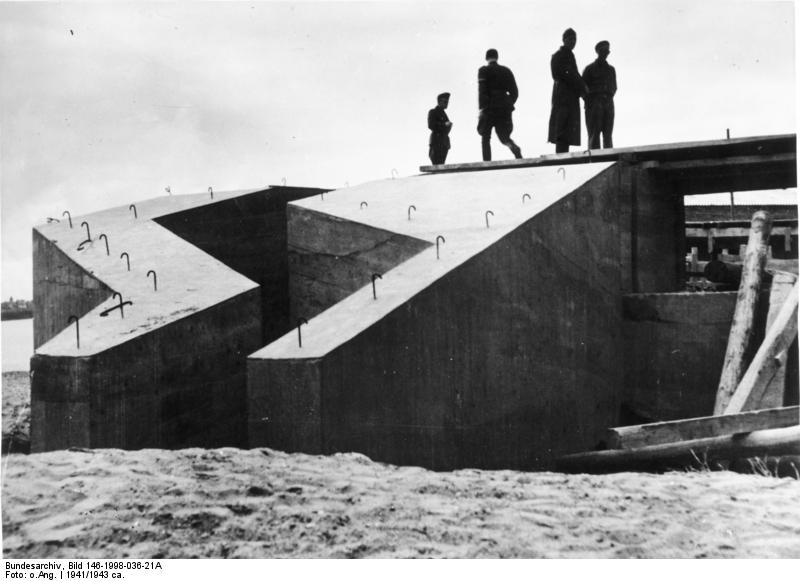
Fortificazione del Vallo Atlantico in corso di costruzione

Nonostante l'impegno di Rommel, i lavori di fortificazione del Vallo Atlantico non furono mai totalmente completati, anche a causa della mancanza di fondi e risorse. La fragile linea di difesa venne così sfondata durante il D-Day dagli Alleati, che sbarcarono in Normandia il 6 giugno 1944.
Ciononostante, alcune posizioni fortificate lungo il Vallo Atlantico resistettero a lungo agli attacchi anglo-americani. È questo il caso delle postazioni fortificate a Dunkerque, La Rochelle, St. Nazaire e Lorient, dove unità di riserva della marina o della Luftwaffe resistettero per ordine di Hitler fino alla capitolazione della Germania, l'8 maggio 1945. Nel caso di Alderney, una delle posizioni maggiormente fortificate del Vallo Atlantico, la guarnigione tedesca continuò addirittura a combattere fino al 16 maggio 1945, diversi giorni dopo la cessazione ufficiale delle ostilità. C'è però da dire che si trattava di capisaldi completamente isolati e lontani dalle direttrici dell'avanzata alleata verso la Germania; quindi gli Alleati si limitarono ad assediarli senza intraprendere tentativi di attacco che sarebbero stati sanguinosi ma sostanzialmente inutili nell'economia della guerra.